# Katja Bogdanski
Katja Bogdanski (geb. um 1971 in Bremen) ist eine deutsche ehemalige Kinderdarstellerin. Ihre bekannteste Rolle ist Dicki Hoppenstedt in Loriots Sketchen Vertreterbesuch und Weihnacht. Als Teil der Folge Weihnachten bei Hoppenstedts der Sendereihe Loriot sind diese Sketche heute Bestandteil des alljährlichen Fernsehprogramms der ARD an den Weihnachtstagen.

## Biografie
Bei einem Casting für die Sketchreihe Loriot suchte Radio Bremen 1978 für die sechste Folge einen Kinderdarsteller. Eine erste Runde, an der auch Hape Kerkeling teilnahm, verlief jedoch ergebnislos. Daraufhin riefen die Verantwortlichen verschiedene Grundschulen in Bremen und der näheren Umgebung an, so auch in der Grundschule in Bassen (Landkreis Verden), die Bogdanski besuchte. Nach Aussage von Bogdanski war es der Hausmeister der Schule, der sie vorschlug, weil sie zu dem Anforderungsprofil des Senders passte. Nach einem kurzen Vorsprechen wurde sie für die Rolle als Dicki Hoppenstedt engagiert. Nach etwa sechs Wochen war die Folge abgedreht und Loriot wollte gern weiter mit Bogdanski arbeiten. Allerdings war ihre Mutter dagegen, sodass nur noch wenige kleinere Engagements als Nebendarstellerin folgten, bevor sie der Schauspielerei ganz den Rücken kehrte.
Katja Bogdanski lebt heute mit ihrer Familie in Lüneburg.

## Filmografie
- 1978: Loriot (Fernsehserie, Folge VI)
- 1981: Geld oder Leben (Kriminalfilm von Peter Patzak)[3]
- 1993: Loriots 70. Geburtstag[3]
- 2023: Loriots 100 – 100. Geburtstag Loriot[4]

## Belege
1. 1 2 3  Christoph Gunkel: Kultsketch "Weihnachten bei Hoppenstedts": "Dicki, jetzt guck mal genervt!" In: Spiegel online. 20. Dezember 2018, abgerufen am 23. Dezember 2021.
2. ↑  Michael Kruse: Was macht eigentlich… Katja Bogdanski. In: stern.de. 12. November 2003, abgerufen am 23. Dezember 2021.
3. 1 2 3  Jennifer Fahrenholz: „Gebongt, die nehme ich!“ In: Stadtmagazin Bremen. 24. November 2019, abgerufen am 23. Dezember 2021.
4. ↑  Loriots 100 – 100. Geburtstag Loriot. In der ARD-Mediathek, abgerufen am 6. November 2023.

| Personendaten    | Personendaten                         |
| ---------------- | ------------------------------------- |
| NAME             | Bogdanski, Katja                      |
| KURZBESCHREIBUNG | deutsche ehemalige Kinderdarstellerin |
| GEBURTSDATUM     | um 1971                               |
| GEBURTSORT       | Bremen                                |